# Sinjska alka
}
Sinjska alka  je hrvaška viteška igra. Prireja se vsako leto, na prvo nedeljo meseca avgusta  v Sinju, v spomin na obletnico zmage domačih bojevnikov nad turškimi osvajalci  14. avgusta 1715. 
Njen glavni del je konjeniško tekmovanje, na katerem poskušajo jezdeci v svečani zgodovinski opremi v polnem galopu s svojim kopjem zadeti središče kovinskega obroča (imenovanega alka). 